# Gabriel de Nassau
Gabriel Miguel Luís Ronnny (em francês: Gabriel Michael Louis Ronny; Genebra, 12 de março de 2006) é um príncipe de Nassau, primeiro filho do príncipe Luís de Luxemburgo, e de sua primeira esposa, Tessy Antony.
Gabriel é o primeiro neto do grão-duque Henrique de Luxemburgo e de sua esposa, Maria Teresa.
Ele vive atualmente em Londres, Inglaterra, com a mãe e o irmão Noé. 

## Nascimento e batismo
O príncipe Gabriel nasceu no dia  12 de março de 2006, seis meses antes do casamento de seus pais, ocorrido em 29 de setembro do mesmo ano. O parto teve lugar na clínica privada chamada Clinique des Grangettes, localizada na região de Genebra na Suíça.
Foi batizado em 22 de abril de 2006, na Igreja paroquial em Gilsdorf, na região de Bettendorf. Na cerimônia, estiveram presentes membros de ambas as famílias de seus pais, incluindo o grão-duque Henrique, a grã-duquesa Maria Teresa e o grão-duque herdeiro, Guilherme.
São os seus padrinhos:
- Princesa Alexandra de Luxemburgo, sua tia paterna;
- Ronny Antony, seu tio materno.

## Questão sucessória
Após o casamento, que não tinha autorização prévia, seu pai renunciou aos seus direitos de sucessão e aos direitos de Gabriel e de quaisquer filhos futuros. Sendo assim, o príncipe Gabriel não está incluso na linha de sucessão ao trono luxemburguês. 

## Aparições públicas
Como um membro da família grão-ducal luxemburguesa, o príncipe Gabriel aparece algumas vezes nas atividades públicas do grão-ducado. 
Gabriel foi um dos pajens nos casamentos de seus tios Guilherme, Grão-Duque Herdeiro de Luxemburgo, e Félix de Luxemburgo. 
No dia 24 de maio de 2014, Gabriel realizou sua Primeira Comunhão na Igreja Saint-Michel, em Luxemburgo. Os avós do príncipe, bem como seus tios, pais e irmão, estiveram presentes na cerimônia.
Em 21 de março de 2016, Gabriel, acompanhado de outros membros da família grão-ducal, participou de uma audiência privada com o Papa Francisco. Durante a ocasião, o príncipe sorriu alegremente para os fotógrafos reunidos no local, enquanto segurava a mão de sua prima, a princesa Amália de Luxemburgo.
Em abril de 2019, ele participou, em Londres, de uma atividade caritativa, cozinhando para crianças e pessoas sem-teto. 
Sua mãe a Tessy Antony, frequentemente utiliza a sua página oficial no instagram para publicar fotos pessoais oficiais inéditas de Gabriel e de seu irmão caçula o Noé, como forma de "aproximar" a família do público.

## Títulos e estilos
Inicialmente, Gabriel possuía apenas o sobrenome "de Nassau", sem títulos. No entanto, em 23 de junho de 2009, no Dia Nacional de Luxemburgo, o grão-duque soberano Henrique, Grão-Duque de Luxemburgo emitiu um decreto oficial para conceder a Gabriel o título de "Príncipe de Nassau" e o tratamento de "Sua Alteza Real". 
- 12 de março de 2006 - 23 de junho de 2009: Gabriel de Nassau
- 23 de junho de 2009 - presente: Sua Alteza Real, o Príncipe Gabriel de Nassau